# Piscine olympique de Dijon
La piscine olympique du Grand Dijon est une piscine olympique située à l’est de Dijon, à l’entrée de Quetigny. Elle est ouverte depuis le 3 mai 2010.

## Équipement
La piscine olympique de Dijon est composée d'un bassin olympique 50 mètres (10 couloirs), d'un bassin de 25 mètres et d'un bassin de loisirs. Des plages extérieures, un sauna et un hammam forment un « espace bien-être ». Elle est également dotée de deux fosses de plongée de 6 et 20 mètres de profondeur pour pratiquer la plongée sous-marine. 
La piscine respecte des normes environnementales strictes.

## Gestion
La piscine olympique est la propriété de Dijon Métropole, mais sa gestion fait l’objet d’une délégation de service public à l’Union nationale des centres sportifs de plein air, qui prend aussi en charge l’animation et la promotion du site au même titre que pour les autres lieux gérés par l’association.